# 라진역
라진역(羅津驛)은 조선민주주의인민공화국 라선특별시 라진구역에 위치한 철도역으로, 평양-라진을 연결하는 평라선과 청암-라진을 연결하는 함북선의 종착역이다. 
두 노선은 본 역을 중심으로 양 방향으로 연결되어 있으며(명호-라진-관곡), 함북선의 일부를 통해 두만강역을 지나 러시아까지 갈 수 있다. 인근에 라진항이 위치해 있으며, 항만 인입선로를 통해 라진항과 연결되어 있기 때문에 물동량이 많아 집중 화물역으로 지정되어 있다.
2008년 10월 4일, 본 역과 러시아 하산 시의 하산 역을 잇는 철도 구간의 개건 공사가 착공되었다.